# Destination Pékin !
Pour plus de détails, voir Fiche technique et Distribution.
Destination Pékin ! (Duck Duck Goose) est un film d'animation américano-chinois réalisé par Christopher Jenkins, sorti en 2018.

## Synopsis
Peng est une oie célibataire en roue libre qui préfère faire n'importe quoi que de s'entraîner pour la migration à venir. Il pense qu'il est meilleur que tout le monde et passe son temps à tenter des cascades folles à des vitesses encore plus folles. Dans une telle cascade, Peng vole trop près du sol, frappe un troupeau de canetons et sépare son frère et sa sœur, Chao et Chi, du reste. Dans cette rencontre improbable, Peng entamera un voyage qui lui brisera l'aile et lui brisera presque le cœur alors qu'il grandit pour comprendre le pouvoir de l'amour inconditionnel sous la forme de deux canetons, qui grandissent également pour le voir comme le meilleur père qu'ils puissent jamais. avoir.

## Fiche technique
- Titre original : Duck Duck Goose
- Titre français : Destination Pékin !
- Réalisation : Christopher Jenkins
- Scénario : Christopher Jenkins, Rob Muir, Scott Atkinson et Tegan West
- Animation : Steve Cunningham, Ramon de la Cuesta, Y. D. Kirshnamurthy, Mary Ann Malcomb, David Schaub, Sorasin Taweelap et Khanet Thongcharoen
- Montage : Lisa Linder
- Musique : Mark Isham
- Producteur : Penney Finkelman Cox, Ray Horta, Jerry Lee, Julian McDougald, Sandra Rabins, Winnie Su et Harley Zhao
  - Producteur exécutif : Lee Wilson
  - Producteur délégué : Edoardo Bussi, Viola Chen, Wei Chen, Cary Cheng, Guy Collins, Fred Hedman, Defu Jiang, Sun Ming, David Orecklin, Michael Ryan, Suponwich Juck Somsaman, John Zeng, Suyue Zhang et Tong Zhou
  - Producteur administratif : Karl Li, et Vic Wang
  - Producteur associé : Ericka Stewart
- Production : Original Force
- Distribution : Société nouvelle de distribution
- Pays d’origine :  États-Unis et  Chine
- Genre : Animation
- Durée : 91 minutes
- Dates de sortie :
  - Vietnam : 16 février 2018
  - Chine : 9 mars 2018
  - États-Unis : 20 juillet 2018
  - France : 15 août 2018

## Distribution

### Voix originales
- Jim Gaffigan : Peng
- Zendaya : Chi
- Lim Lance : Chao
- Greg Proops : Banzou
- Natasha Leggero (en) : Jinjing
- Diedrich Bader : Bing
- Reggie Watts : Carl
- Carl Reiner : Larry
- Jennifer Grey : Edna
- Stephen Fry : Frazier
- Craig Ferguson : Giles
- Rick Overton : Stanley
- Cathy Cavadini
- Ray Chang
- Christopher Jenkins : Crazy Eyes
- Barbara Harris

### Voix françaises
Note : Le film a deux doublages français, le premier pour Netflix, et le second pour le cinéma et la vidéo.
| - Yann Guillemot : Peng - Zina Khakhoulia : Chi - Oscar Douieb : Chao - Frédéric Souterelle : Banzou - Sophie Planet : Jingjing - Michel Elias : Bing - Patrick Raynal : Larry - Thierry Kazazian : Frazier - Patrick Pellegrin : Gilles - Évelyne Grandjean : Edna - Michel Laroussi : Stanley - Jean-Baptiste Anoumon : Carl Version française dirigée par Coco Noël chez BTI Studios | - Éric Antoine : Peng - Catherine Davenier : Simone - Guillaume Lebon : Pierre - Philippe Catoire : Larry - Cerise Calixte : Chi - Enzo Ratsito : Chao - Emmanuel Curtil : Banzou - Aurélie Konaté : Jingjing - Paul Borne : Bing - Emmanuel Garijo : Carl - Pierre Tessier : Gilles - Serge Biavan : Jean-Paul Version française dirigée par Barbara Tissier chez Dubbing Brothers |